# Marco Antonio Ansidei
Marco Antonio Ansidei (Perugia, 1º settembre 1671 – Roma, 14 febbraio 1730) è stato un cardinale e arcivescovo cattolico italiano.

## Biografia
Nacque il 1º settembre 1671.
Fu creato cardinale in pectore da papa Benedetto XIII nel concistoro del 9 dicembre 1726 e pubblicato dallo stesso pontefice nel concistoro del 30 aprile 1728.
Morì il 14 febbraio 1730 all'età di 58 anni.

## Genealogia episcopale
La genealogia episcopale è:
- Cardinale Scipione Rebiba
- Cardinale Giulio Antonio Santori
- Cardinale Girolamo Bernerio, O.P.
- Arcivescovo Galeazzo Sanvitale
- Cardinale Ludovico Ludovisi
- Cardinale Luigi Caetani
- Cardinale Ulderico Carpegna
- Cardinale Paluzzo Paluzzi Altieri degli Albertoni
- Papa Benedetto XIII
- Cardinale Marco Antonio Ansidei